# Marija Vecrumba
Marija Vecrumba, född 1885, död 1919, var en lettisk läkare. Hon blev 1911 den första kvinnliga läkaren i Lettland.